# Paradoxopsyllus oribatus
Paradoxopsyllus oribatus är en loppart som beskrevs av Lewis 1974. Paradoxopsyllus oribatus ingår i släktet Paradoxopsyllus och familjen smågnagarloppor. Inga underarter finns listade i Catalogue of Life.